# Толочинский сельсовет
Толочинский сельсовет — административная единица на территории Толочинского района Витебской области Белоруссии. Административный центр — город Толочин.

## Состав
Толочинский сельсовет включает 78 населённых пунктов:
- Большие Барсучины — деревня
- Букарево 1 — деревня
- Букарево 2 — деревня
- Буковина — деревня
- Вальки — деревня
- Видерщина — посёлок
- Воскресенская — деревня
- Габрилево — деревня
- Гастыничи — деревня
- Гиримщина — деревня
- Голынка — деревня
- Гончаровка — деревня
- Дроздово — деревня
- Друцк — агрогородок
- Новый Друцк — деревня
- Дуновик — деревня
- Евлахи — деревня
- Журавли — деревня
- Заболотье — деревня
- Заболотье — посёлок
- Загородье — деревня
- Заднево — агрогородок
- Зеленая — деревня
- Зеленые Дубы — деревня
- Ильинка — деревня
- Каменное Кривое — деревня
- Калюги — деревня
- Катужино — деревня
- Кацевичи — деревня
- Козки — деревня
- Колосово — деревня
- Конопельчицы — деревня
- Красилово — деревня
- Красная Горка — посёлок
- Крыницы — деревня
- Латышево — деревня
- Лисовщина — деревня
- Лужная — деревня
- Лунная — деревня
- Малые Барсучины — деревня
- Матиево — деревня
- Михайловщина — деревня
- Муравничи — деревня
- Новая Будовка — деревня
- Новое Соколино — деревня
- Новинка — деревня
- Озерцы — агрогородок
- Паньковичи — деревня
- Пиамонт — деревня
- Плоское — деревня
- Полевая — деревня
- Поречье — деревня
- Прилесье — деревня
- Прудец — деревня
- Прудцы — деревня
- Райцы — агрогородок
- Реучье — деревня
- Романовка — деревня
- Рыжичи — деревня
- Сани — деревня
- Свидерщина — деревня
- Селец — деревня
- Сенчуки — деревня
- Скавышки — деревня
- Слобода — посёлок
- Слободка — деревня
- Соколянка — деревня
- Старая Будовка — деревня
- Старинка — деревня
- Старое Соколино — деревня
- Старый Толочин — деревня
- Сурновка — деревня
- Таласковщина — деревня
- Трацылово — посёлок
- Уголевщина — деревня
- Усвиж-Бук — посёлок
- Шмидельщина — деревня
- Ясковщина — деревня

Упразднённые населённые пункты на территории сельсовета:
- Дубовое — посёлок
- Жолна — деревня
- Заречье — деревня
- Прудец — деревня
- Шляпино — деревня
- Кленки — деревня